# Giulio Andreotti

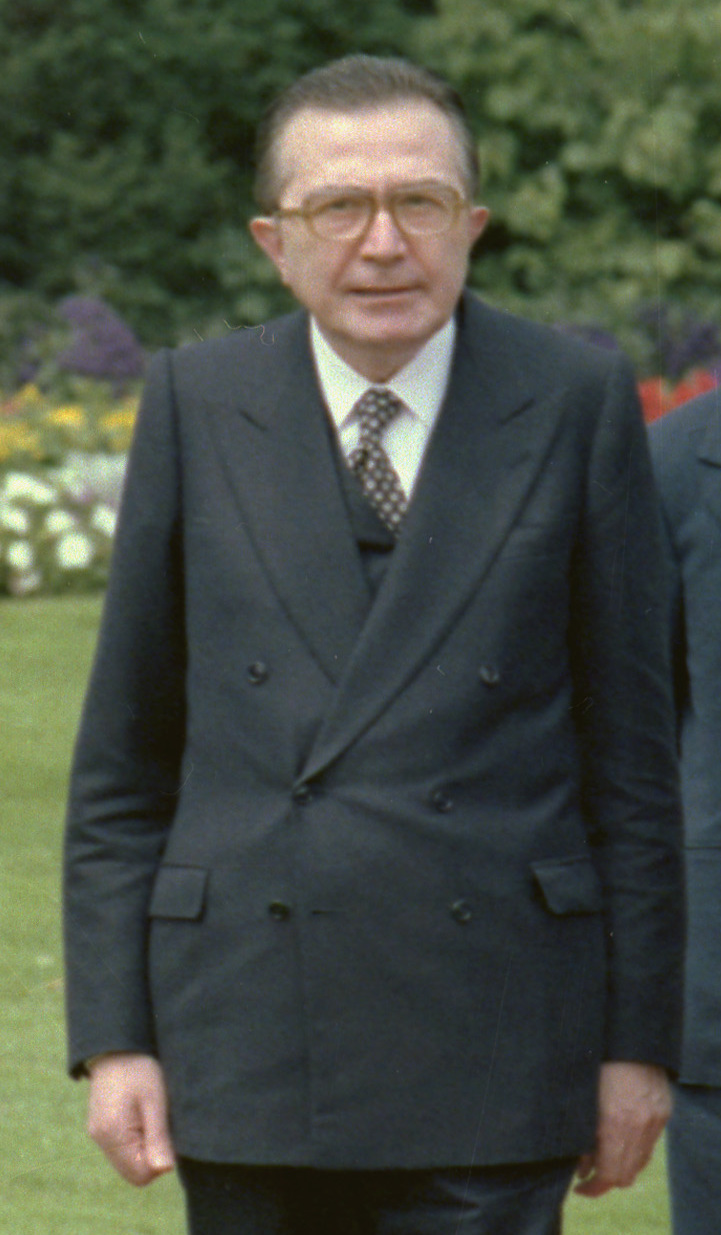
Giulio Andreotti tại hội nghị thượng đỉnh G7 năm 1978

Giulio Andreotti (tiếng Ý: [ʤu ː ljo andreɔtti], 14 tháng 1 năm 1919 - 06 tháng 5 năm 2013) là một chính trị gia Ý của Đảng Dân chủ Thiên Chúa giáo ôn hòa. Ông từng là Thủ tướng thứ 41 của Ý từ năm 1972 đến năm 1973, từ năm 1976 đến năm 1979, và từ năm 1989 đến năm 1992. Ông cũng từng làm Bộ trưởng Bộ Nội vụ (năm 1954 và năm 1978), Bộ trưởng Bộ Quốc phòng (1959-1966 và 1974) và Bộ trưởng Bộ Ngoại giao (1983-1989) và là một thượng nghị sĩ suốt đời từ năm 1991 cho đến khi ông qua đời vào năm 2013. Ông cũng là một nhà báo và tác gia. Ông nắm giữ chức Bộ trưởng Bộ Nội vụ khi ông mới 34 tuổi, trở thành vị Bộ trưởng trẻ nhất trong lịch sử Ý.
Giulio Andreotti đã là dân biểu Quốc hội Ý từ năm 1945 cũng như trong Hội đồng lập hiến được thành lập vào năm 1945 khi kết thúc chiến tranh thế giới thứ hai và trong Cơ quan lập pháp được thành lập năm 1948. Từ năm 1991 ông trở thành Thượng nghị sĩ.
Vào tháng 5 năm 2003, Giulio Andreotti bị cáo buộc có liên quan tới tổ chức mafia tại Sicilia nhưng Tòa án phúc thẩm Palermo đã xử ông trắng án vì không đủ cơ sở để buộc tội.
Andreotti đôi khi được gọi Divo Giulio (từ tiếng Latin DIVUS Iulius, "Thiên Chúa Julius", một biệt danh của Julius Caesar). Trong nhiệm kỳ 16 ở Thượng viện trong giai đoạn 2008-2013, ông chọn tham gia vào nhóm UDC quốc hội - độc lập.